# Cox's Bazar (distrito)
Cox's Bazar é um distrito localizado na divisão de Chatigão, em Bangladexe.